# 16 Cygni
Désignations
16 Cyg A : HR 7503, HD 186408, BD+50°2847, SAO 31898,  HIP 96895, LTT 15750, NLTT 48136, KIC 12069424

16 Cygni est une étoile triple dans la constellation du Cygne et se trouve à une distance de environ 21,4 pc (∼69,8 al) de la Terre. Le système est composé de deux étoiles naines jaunes, et d'une étoile naine rouge. Une exoplanète a été découverte le 22 octobre 1996 orbitant autour de l'une des étoiles.

## Système stellaire

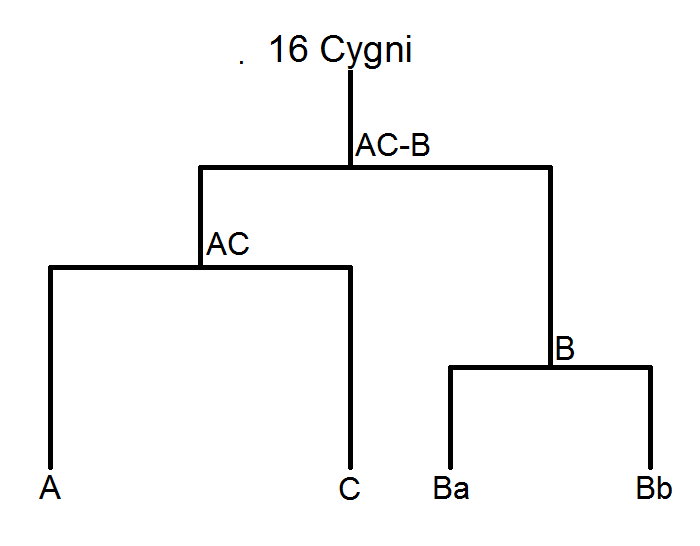

Le système 16 Cygni est composé de deux étoiles naines jaunes : 16 Cygni A ayant une température de 5 867 K et 16 Cygni B de 5 821 K. Elles sont séparées par 700 ua (4 jours-lumière), soit l'équivalent de plus de 20 fois l'éloignement entre Neptune et le Soleil. La période orbitale du système est de 18 000 ans. Ces deux étoiles sont très similaires au Soleil et peuvent être considérées comme des jumeaux du Soleil. 16 Cygni B est légèrement plus faible et plus petite que 16 Cygni A.
Il y a aussi la naine rouge Cygni C d'une température de 3536 K et située à 73 ua de l'étoile principale.

## Système planétaire
L'un des composants, 16 Cygni B, possède une planète orbitant autour de lui. Elle a été découverte le 22 octobre 1996. Cette découverte permit de démontrer que la formation de planète dans une étoile binaire était possible. Ce système présente donc un intérêt scientifique dans la recherche de la vie extraterrestre car les deux étoiles du systèmes sont similaires au Soleil, et suffisamment éloignées l'une de l'autre pour ne pas perturber la présence éventuelle de vie.
| Planète     | Masse           | Demi-grand axe (ua) | Période orbitale (jours) | Excentricité  | Inclinaison | Rayon |
| ----------- | --------------- | ------------------- | ------------------------ | ------------- | ----------- | ----- |
| 16 Cygni Bb | ≥1,68 ± 0,15 MJ | 1,681 ± 0,097       | 798,5 ± 1,0              | 0,681 ± 0,017 |             |       |